# Ian Bogost
Ian Bogost (ur. 30 grudnia 1976 w Atlancie) – amerykański projektant gier komputerowych i wykładowca akademicki mieszkający w Atlancie, profesor na Georgia Institute of Technology. Kształcił się na Uniwersytecie Kalifornijskim w Los Angeles oraz Uniwersytecie Południowej Kalifornii. Ian Bogost tworzy gry o tematyce politycznej i społecznej.
Jego gry prezentowane były między innymi w Smithsonian American Art Museum, Telfair Museum of Art, San Francisco Museum of Modern Art, Museum of Contemporary Art w Jacksonville, Laboral Centro de Arte oraz The Australian Centre for the Moving Image.

## Projekty
- Metropolis Now – projekt dotyczy zagadnień w jaki sposób technologia zmienia miasto, realizowany od 2018 roku[4]
- Object Lessons
- Water Cooler Games
- A Television Simulator
- Videogames with an Agenda[5] – współtworzona z Gonzalem Fraską wystawa dot. gier politycznych. Trwała od 16 października do 7 listopada 2004, w przestrzeni wystawienniczej w Curzon Soho w Londynie[5].

## Gry
| Nazwa gry                     | Rok  | Informacje |
| ----------------------------- | ---- | --- |
| Simony                        | 2012 | Wydana jako gra na iOS oraz instalacja w Museum of Contemporary Art w Jacksonville. Tematyka jej dotyczy sytuacji politycznej w Kościele epoki średniowiecza. Zaprojektowana na podstawie iluminowanego rękopisu z późnego średniowiecza                                                          |
| Cow Clicker                   | 2010 | Gra powstała na platformie Facebook |
| A Slow Year: Game Poems       | 2010 | Zbiór czterech gier inspirowanych porami roku |
| Guru Meditation               | 2009 | Wydana również dla Atari VCS jako edycja limitowana |
| Fatworld                      | 2007 | |
| Cruel 2 B Kind                | 2006 | Współautorka – Jane McGonigal |
| Jetset: A Game for Airports   | 2006 | |
| Sweaty Palms                  | 2004 | Symulator pierwszej randki |
| Horde of Directors            | 2004 | Stworzona przy współpracy z T. Michaelem Keeseyem. Zaprojektowana specjalnie na wystawę Videogames with an Agenda. Gra prezentowana była również na State of Play: Games with an Agenda w Australian Centre for the Moving Image w Melbourne w Australii, pomiędzy 22 marca a 8 czerwca 2005 roku |
| The Howard Dean for Iowa Game | 2003 | Współautor – Gonzalo Frasca |

## Publikacje
- Ian Bogost, The Geek's Chihuahua: Living with Apple, University Of Minnesota Press 2015.
- Ian Bogost, Persuasive games : the expressive power of videogames, Cambridge, London: The MIT Press 2007. ISBN 978-0-262-02614-7
- Nick Montfort, Ian Bogost, Racing the beam : the Atari video computer system, Cambridge, Mass., London: MIT Press 2009. ISBN 978-0-262-01257-7
- Ian Bogost, Simon Ferrari, Bobby Schweizer; przekł. Joanna Gilewicz, Gry informacyjne: dziennikarstwo epoki cyfrowej, Kraków: Wydawnictwo Uniwersytetu Jagiellońskiego 2012. ISBN 978-83-233-3356-2
- Ian Bogost, Unit Operations: An Approach to Videogame Criticism, Cambridge, Mass: MIT Press 2006.
- Ian Bogost, Simon Ferrari, Bobby Schweizer, Newsgames: Journalism at Play, MIT Press 2010
- Ian Bogost, How To Do Things with Videogames, University Of Minnesota Press 2011.
- Ian Bogost, Alien Phenomenology, or What it’s Like to Be a Thing, University Of Minnesota Press 2012.
- Ian Bogost, How To Talk About Videogames, University of Minnesota Press 2015.
- Ian Bogost, Procedural Literacy: Problem Solving with Programming, Systems, and Play, "Telemedium", zima/wiosna 05 (2005), s.32-36